# Gaio Fundanio
Gaio Fundanio (I secolo a.C. – I secolo a.C.) è stato un commediografo romano.

## Biografia
Fu poeta comico del circolo di Mecenate e amico e interlocutore, nelle satire e nelle epistole, di Quinto Orazio Flacco.

Proprio dal poeta venosino viene menzionato nella X satira del primo libro, dove è indicato come innovatore del genere della commediaː probabilmente per questo lui stesso descrive, sempre nelle Satire, una cena offerta da un volgare arricchito, Nasidieno Rufo. 

## Commedie
Come citato anche da Orazio nella X Satira del primo libro, è possibile che una sua opera ruotasse attorno alla figura di una meretrice che aiuta un certo Davo a mettere in atto un arguto imbroglio ai danni di tale Cremete:
(Satire, I 10, 42; trad. di G. Pascoli.)
La citazione mostra che, comunque, Fundanio doveva riprendere nomi tipici di Terenzio, forse contaminati con gli intrecci di tipo plautino.